# Medvekutyafélék
A medvekutyafélék (Amphicyonidae) az emlősök (Mammalia) osztályának ragadozók (Carnivora) rendjébe, ezen belül a kutyaalkatúak (Caniformia) alrendjébe tartozó fosszilis család.

## Tudnivalók
A család fajainak mérete nagyon változatos volt: a 30 centiméteres marmagasságútól a grizzly nagyságúig terjedt. A medvekutyafélék család fajai az eocén kor középső szakaszától a késő pliocén korszakig, azaz a 42 millió évvel ezelőtt kezdődött és 2,6 millió éve zárult időszakban. Elterjedési területe magába foglalta Európát, Ázsiát, Afrikát és Észak-Amerikát.

## Rendszerezés
A családba az alábbi 3 alcsalád tartozik:
- Amphicyoninae Trouessart, 1885 - késő eocén-késő pliocén; Eurázsia, Afrika, Észak-Amerika
- Daphoeninae Hunt jr., 1998 - középső eocén-középső miocén; Észak-Amerika
- Temnocyoninae Hunt jr., 1998 - kora oligocén-kora miocén; Észak-Amerika
- Az alábbi taxonok korábban Miacidae-fajoknak számítottak, és nincsenek belefoglalva a fenti alcsaládokba:
  - Angelarctocyon Tomiya & Tseng, 2016 - középső eocén-kora oligocén, Texas
  - Gustafsonia Tomiya & Tseng, 2016 - középső eocén-kora oligocén, Texas

## Képek

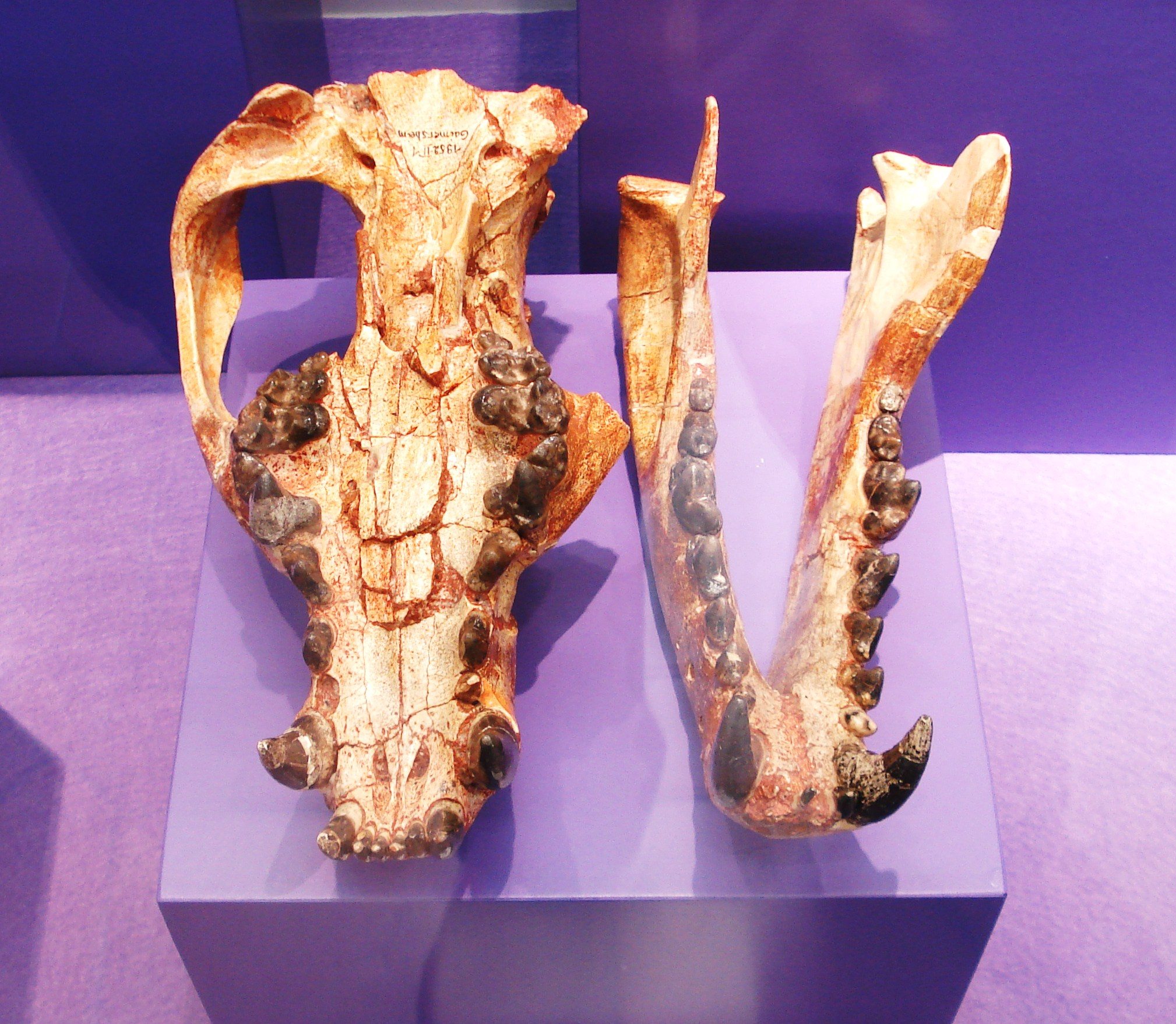
Amphicyon állkapcsok
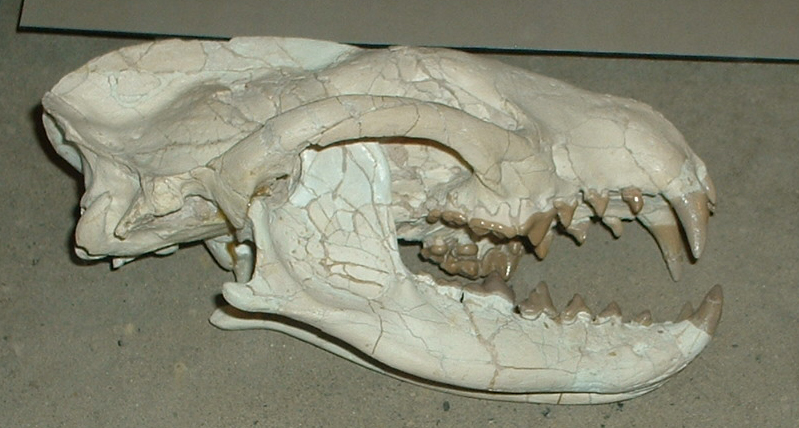
A Daphoenodon superbus koponya